# Fanny Mendelssohn
Fanny Cäcilie Mendelssohn Bartholdy, poročena Fanny Hensel, nemška skladateljica in pianistka, * 14. november 1805, Hamburg, † 14. maj 1847, Berlin
Je sestra slavnega skladatelja Felixa Mendelssohna.

## Oštevilčeni opus
- 6 samospevov, op. 1
- 4 pesmi za klavir, 1. zvezek, op. 2
- Gartenlieder, »Vrtne pesmi«, 6 4-glasne pesmi za sopran, alt, tenor in bas, op. 3
- 6 Melodij za klavir, 1. zvezek, op. 4
- 6 Melodij za klavir, 2. zvezek, op. 5
- 4 pesmi za klavir, 2. zvezek, op. 6
- 4 pesmi za klavir, op. 8
- 6 samospevov, op. 9
- 5 samospevov, op. 10
- Trio za klavir, violino in violončelo, op. 11